# شومیخا
شهر شومیخا (به روسی: Шумиха) در کشور روسیه و در اوبلاست کورگان واقع شده‌است.